# Elimia (molusco)
Elimia es un género de molusco gasterópodo de la familia Pleuroceridae en el orden de los Mesogastropoda.

## Especies
Las especies de este género son:
- Elimia acuta
- Elimia alabamensis
- Elimia albanyensis
- Elimia ampla
- Elimia annettae
- Elimia arachnoidea
- Elimia aterina
- Elimia athearni
- Elimia bellacrenata
- Elimia bellula
- Elimia bentoniensis
- Elimia boykiniana
- Elimia brevis
- Elimia caelatura
- Elimia cahawbensis
- Elimia cancellata
- Elimia capillaris
- Elimia carinifera
- Elimia carinocostata
- Elimia catenaria
- Elimia catenoides
- Elimia chiltonensis
- Elimia circumlineata
- Elimia clara
- Elimia clausa
- Elimia clavaeformis
- Elimia clenchi
- Elimia cochliaris
- Elimia comalensis
- Elimia comma
- Elimia contigua
- Elimia costifera
- Elimia crenatella
- Elimia curreyana
- Elimia curvicostata
- Elimia cylindracea
- Elimia dickinsoni
- Elimia dislocata
- Elimia ebenum
- Elimia edgariana
- Elimia fascinans
- Elimia flava
- Elimia floridensis
- Elimia fusiformis
- Elimia gerhardti
- Elimia gibbera
- Elimia hartmaniana
- Elimia haysiana
- Elimia hydei
- Elimia impressa
- Elimia inclinans
- Elimia interrupta
- Elimia interveniens
- Elimia jonesi
- Elimia lachryma
- Elimia laeta
- Elimia laqueata
- Elimia livescens
- Elimia macglameriana
- Elimia mutabilis
- Elimia nassula
- Elimia olivula
- Elimia ornata
- Elimia paupercula
- Elimia perstriata
- Elimia pilsbryi
- Elimia plicatastriata
- Elimia plicatostriata
- Elimia porrecta
- Elimia potosiensis
- Elimia proxima
- Elimia pupaeformis
- Elimia pupoidea
- Elimia pybasi
- Elimia pygmaea
- Elimia semicarinata
- Elimia showalteri
- Elimia simplex
- Elimia striatula
- Elimia strigosa
- Elimia symmetrica
- Elimia taitiana
- Elimia teres
- Elimia troostiana
- Elimia vanhyningiana
- Elimia vanuxemiana
- Elimia varians
- Elimia variata
- Elimia viennaensis
- Elimia violacea
- Elimia virginica